# Serixia ornata
Serixia ornata är en skalbaggsart som beskrevs av Francis Polkinghorne Pascoe 1862. Serixia ornata ingår i släktet Serixia och familjen långhorningar. Inga underarter finns listade i Catalogue of Life.